# Mail Order Bride
Mail Order Bride é um filme estadunidense, de 1964, dos gêneros faroeste, comédia e romance, dirigido por Burt Kennedy, roteirizado pelo diretor e Van Cort, música de George Bassman.

## Sinopse
Veterano vaqueiro, para domar o espírito do filho de seu antigo parceiro, incentiva-o  a casar-se com uma noiva de encomenda, uma bela viúva.

## Elenco
- Buddy Ebsen  ....... Will Lane
- Keir Dullea ....... Lee Carey
- Lois Nettleton ....... Annie Boley
- Warren Oates ....... Jace
- Barbara Luna ....... Marietta
- Paul Fix ....... Xerife Jess Linley
- Marie Windsor ....... Hanna
- Denver Pyle ....... Pregador Pope
- William Smith ....... Lank
- Kathleen Freeman ....... Irmã Sue
- Abigail Shelton
- Jimmy Mathers ....... Matt Boley
- Doodles Weaver ....... Charlie Mary
- Diane Sayer ....... Lily Fontaine
- Ted Ryan

## Literatura
- EAMES, John Douglas – The MGM story – 1979 – Crown Publishers
- EWALD FILHO, Rubens – Dicionário de Cineastas – 2a.Edição – 1985 – LPM
- HALLIWELL, Leslie – Halliwell’s Film Guide – 1981 – 3rd.Edition – Granada
- HARBACH, Estevão Rainer – Guia de Filmes 2000 – Grafiven: Gráfica e Editora Venezuela
- MALTIN, Leonard –  Leonard Maltin’s Movie Guide 2010 – Penguin